# Список об'єктів, названих на честь Томаса Баєса
Наступне було названо на честь Томаса Баєса (англ. Reverend Thomas Bayes; 1702—1761) — англійського математика.
теореми
- Теорема Баєса (Закон Баєса)
- Імовірність (Теорема Баєса)

інше
- Баєсова ймовірність
- Баєсова статистика
- Баєсова лінійна регресія
- Баєсова мережа
- Баєсове програмування
- Баєсова оцінка (Баєсів оцінювач)
- Рекурсивне баєсове оцінювання
- Баєсове висновування
- Баєсове простежування знань
- Правило Баєса
- Коефіцієнт Баєса (Баєсів вибір моделі)
- Функція втрат (Баєсів смуток)
- Умовна ентропія (Правило Баєса)
- Наївний баєсів класифікатор
- Приблизне баєсове обчислення
- Імовірний інтервал (Баєсів імовірний інтервал)
- Баєсів інформаційний критерій
- Баєсова ефективність[en]
- Емпіричний баєсів метод[en]